# Łucznictwo na Letnich Igrzyskach Olimpijskich 1900 – au cordon doré (50 m)
Au cordon doré (50 m) było jedną z sześciu konkurencji łuczniczych na Letnich Igrzyskach Olimpijskich 1900. Eliminacje do zawodów rozegrane zostały 27 maja, natomiast finał 14 sierpnia w Lasku Vincennes w Paryżu.
Eliminacjami były zawody klubowe, które miały formę otwartą, z tego względu wzięło w nich udział bardzo wielu łuczników. Do finału klasyfikowało się ośmiu najlepszych.
Mistrzem olimpijskim został Francuz Henri Hérouin, srebrny medal zdobył Belg Hubert Van Innis, natomiast brązowy medal zdobył Francuz Émile Fisseux.

## Wyniki

### Eliminacje
Wyniki eliminacji są nieznane.

### Finał
| Poz.   | Zawodnik         | Wynik |
| ------ | ---------------- | ----- |
| złoto  | Henri Hérouin    | 31    |
| srebro | Hubert Van Innis | 29    |
| brąz   | Émile Fisseux    | 28    |
| 4      | Henri Helle      | 27    |
| 5      | Édouard Beaudoin | 26    |
| 6      | Denet            | 26    |
| 7      | Galinard         | 26    |
| 8      | Lecomte          | 25    |